# Diego Albanese
Diego Luis Albanese (Mar del Plata, 17 de septiembre de 1973) es un exjugador argentino de rugby que se desempeñaba como wing. Actualmente es un periodista deportivo sobre rugby de la cadena ESPN.

## Carrera
Albanese debutó en la primera del SIC en 1992 con 18 años y jugó con ellos hasta fines de 1999 cuando fue contratado por Grenoble Rugby iniciando una carrera profesional de 5 años hasta su regreso al SIC en 2005 retirándose en 2006 con 33 años. Sólo consiguió un título como profesional, no obstante ganó todo con el club de San Isidro.

## Selección nacional
Fue convocado a los Pumas por primera vez en 1995 y jugó en ellos hasta 2004. En total jugó 55 partidos y marcó 10 tries (50 puntos).

### Participaciones en la Copa del Mundo
Disputó su primer mundial en Sudáfrica 1995 donde Argentina no pasó la fase de grupos. En Gales 1999 Argentina inauguró el mundial ante los Dragones rojos, siendo derrotada 23-18. Argentina saldría calificado mejor tercero en la fase de grupos, superando por primera vez dicha etapa y debería jugar un play-off contra Irlanda para clasificar a cuartos de final; los Pumas triunfarían 24-28 con un try de Albanese y luego serían eliminados del mundial por Les Bleus. Cuatro años más tarde, llegó Australia 2003 donde los Pumas no pudieron vencer al XV del trébol en un duelo clave por la clasificación a cuartos de final; fue su último mundial.
| Mundial                       | Sede      | Resultado        | PJ | Tries |
| ----------------------------- | --------- | ---------------- | -- | ----- |
| Copa Mundial de Rugby de 1995 | Sudáfrica | Primera fase     | 1  | 0     |
| Copa Mundial de Rugby de 1999 | Gales     | Cuartos de final | 5  | 2     |
| Copa Mundial de Rugby de 2003 | Australia | Primera fase     | 3  | 0     |

## Palmarés
- Campeón del Torneo Sudamericano de 1995 y 1997.
- Campeón del Torneo Nacional de Clubes de 1993, 1994, 2006.
- Campeón de la Anglo-Welsh Cup de 2004-05.
- Campeón del Torneo de la URBA de 1993, 1994 y 1997.